# Conostigmus radiatus
Conostigmus radiatus is een vliesvleugelig insect uit de familie van de Megaspilidae. De wetenschappelijke naam van de soort is voor het eerst geldig gepubliceerd in 1848 door Ratzeburg.